# Migros Online
Migros Online, ehemals LeShop.ch, ist der Online-Supermarkt des Migros-Genossenschafts-Bundes (MGB), eines der grössten Detailhandelsunternehmen der Schweiz.
In den letzten Jahren sank der Marktanteil von Migros Online kontinuierlich, bis zuletzt auf unter 50 Prozent (2022: 48 %; 2021: 50,6 %; 2020: 50,8 %; 2019: 52,9 %). Der grösste Online-Konkurrent ist Coop.ch, der dem Schweizer Detailhändler Coop gehört.

## Unternehmen
Der Online-Supermarkt vertreibt über seine Internetplattform 12'500 Produkte, davon etwa zwei Drittel Migros-Artikel. Die restlichen Produkte sind Markenartikel inklusive Tiefkühlkost und Alkohol. Mit seinem Partner, der Schweizerischen Post, liefert Migros Online die Einkäufe nach Hause.
Der Hauptsitz des Unternehmens befindet sich in Ecublens VD mit vier Versandzentern in Ecublens, Bremgarten (AG), Pratteln (BL) und Cheseaux-sur-Lausanne (VD). 2023 wies das Unternehmen einen Umsatz von 344 Millionen Franken aus und beschäftigte 700 Mitarbeitende. 2024 wuchs der Umsatz auf 365 Millionen Franken. Migros Online ist seit dem 1. Januar 2006 eine Tochtergesellschaft des Migros-Genossenschafts-Bundes (MGB).

## Geschichte

### 1997 bis 2003
LeShop.ch wurde 1997 von den privaten Unternehmern Alain Nicod, Jesús Martin Garcia, Rémi Walbaum und Christian Wanner gegründet. Im April 1998 nahm LeShop.ch als erster Internet-Supermarkt der Schweiz und als einer der ersten weltweit mit einem Sortiment von über 1'500 Trockenartikeln den Betrieb auf. Die Hauslieferung erfolgte in Partnerschaft mit der Post in der ganzen Schweiz. Im November 1998 entwickelte LeShop.ch eine Kühlkette für die Lieferung von Frischprodukten und nahm Früchte, Gemüse, Fleisch etc. ins Sortiment auf. Im Jahr 1999 hat LeShop.ch einen Umsatz von 4 Millionen Franken erwirtschaftet.
Im Juni 2000 beteiligte sich die Bon appétit Group mit 33,3 % am Aktienkapital von LeShop SA. Gleichzeitig wurden Tochtergesellschaften in Deutschland und Argentinien gegründet (beide Unternehmen wurden unterdessen wieder geschlossen). Der Mitgründer Christian Wanner übernahm als CEO die Geschäftsleitung. Nach vier Monaten Bauzeit eröffnete LeShop.ch im August 2001 das erste Versandzentrum in Bremgarten. Eine Partnerschaft mit der Schweizer ExpressPost sicherte die Logistik zu den Bestellern. Im Dezember 2002 kündigte die Bon appétit Group als Hauptaktionärin die Schliessung per Ende Jahr an, doch die private Investorengruppe ShoppingNet Holding SA und das Management übernahmen das Unternehmen.

### 2004: Übernahme
Im September 2003 kündigte LeShop.ch eine strategische Allianz mit dem Migros-Genossenschafts-Bund (MGB) an, vorerst noch ohne Kapitalbeteiligung. Die Migros schloss ihre Website migros-shop.ch und übergab LeShop.ch per Januar 2004 die Migros-Sortimente und die bestehenden Online-Kunden. 2004 konnte LeShop.ch den Umsatz um 52 Prozent auf 33 Millionen Franken steigern.

### Bis 2012
Das erste Quartal 2006 ergab den ersten Gewinn der Firmengeschichte. Der MGB übernahm 80 % des Aktienkapitals von LeShop.ch und begann ein Investitionsprogramm für weiteres Wachstum. Im Oktober 2006 wurde in Ecublens das zweite Versandzentrum von LeShop.ch in Anwesenheit von Wirtschaftsministerin und Bundesrätin Doris Leuthard eröffnet. Der Geschäftssitz von LeShop.ch wurde von Chavannes-de-Bogis nach Ecublens VD verlegt. Im November 2008 überschritt LeShop.ch erstmals die Umsatzgrenze von 100 Millionen Franken. Im Juni 2009 führte das Unternehmen als erster Schweizer Anbieter den Versand von Tiefkühlprodukten ein. Dazu wird eine Mehrweg-Kühlbox mit Trockeneis-Element verwendet. Seit Januar 2010 kann bei LeShop.ch auch via Smartphone und einem eigenen iOS-App eingekauft werden. Seit August 2011 steht durch die Kooperation mit Denner, einer weiteren Migros-Tochterfirma, auch ein Sortiment an Weinen zur Verfügung. Im Juni 2012 wurde eine iPad-Applikation eingeführt. Der Anteil an Verkäufen über die mobile App wuchs schnell. Per Ende September 2013 erfolgen bereits über ein Viertel der Bestellungen (27 %) über Smartphones oder Tablets.

### 2012 bis 2019

Abholservice mit dem Auto von 2012 bis 2017

Seit Oktober 2012 können vorher im Internet getätigte Einkäufe über LeShop.ch direkt in einem Drive-In in den Kofferraum des Autos geladen werden, das Angebot heisst DRIVE. Das Konzept ist in dieser Ausführung (Lagerhaltung vor Ort, Bestellung zwei Stunden vor Abholung) eine Innovation im Schweizer Markt. Als Ergänzung folgte im Dezember 2012 LeShop.ch Rail für die Bahnreisenden; die Bestellungen können an SBB-Bahnhöfen (vorerst Zürich und Lausanne) abgeholt werden. Vier Neuerungen gab es im Jahr. Die Eröffnung eines zweiten Drive-Pilotstandorts in Staufen erfolgte im September. Damit ist „der Service erstmals für die ganze zentrale Deutschschweiz verfügbar“. Ebenfalls seit 2014 sind Bio-Produkte der Alnatura-Linie lieferbar. Eine weitere Neuerung war die schweizweite Tageslieferung zu Bürozeiten bspw. in Geschäftsgebäude. Das testweise lancierte RAIL-Pilotprojekt mit den SBB wurde 2014 abgeschlossen, die Erkenntnisse flossen in die Weiterentwicklung ein.
LeShop.ch wuchs weiter und verkaufte 2014 online Lebensmittel für 165 Millionen Franken, ein Plus von 7 Millionen Franken, bzw. 4,4 % im Vergleich zu 2013. Das «Online-Geschäft wächst überdurchschnittlich» werteten Medien den Rekordumsatz. 2015 wuchs der Umsatz um weitere 6,6 % auf CHF 176 Mio.
Als «Pilotbetrieb» bezeichnete leshop.ch die 2015 eröffneten «PickMup»-Abholstellen, an denen Kunden Einkäufe am Folgetag ihre Online-Bestellung selbst abholen konnten. Mit dem signifikanten Ausbau des Liefer- und Abhol-Service wurden die Drive-in-Standorte in Studen und Staufen per 6. Mai 2017 aufgehoben, da den Kunden die nahegelegenen PickMup-Abholstellen zur Verfügung standen. Findet LeShop.ch keinen Nachmieter, so wird die Miete bis 2022 trotzdem jeden Monat fällig. So lange läuft der Mietvertrag für den Drive-in-Markt in Staufen weiter.
2017 verzeichnete LeShop.ch einen Umsatzrückgang und rutschte zurück auf den achten Rang der umsatzstärksten Schweizer B2C-Onlineshops. Im Oktober 2017 wurde bekannt, dass LeShop.ch über einen Namenswechsel nachdenkt, da der Name Migros zu wenig im Zentrum stehe. Berichten im April 2019 zufolge soll LeShop.ch – derzeit dem Departement Handel unterstellt – in Zukunft dem Departement Marketing unterstellt werden.

### 2020: Aus LeShop.ch wird Migros Online
Im November 2020 wurde LeShop.ch in Migros Online umbenannt. Die Anzahl an Migros-Produkten wurde um 2'000 Artikel erhöht und umfasst nun zwei Drittel des gesamten Sortiments.
2022 wurde des ehemaligen Saviva-Logistikzentrum in Regensdorf übernommen, welches nach einem Umbau 2026 als Versandzentrum von Migros Online wieder eröffnet werden soll. Damit werde im Stadtgebiet Zürich auch Same Day Delivery ermöglicht. Im März 2022 räumte Migros Online seiner Kundschaft die umstrittene Möglichkeit der Klimakompensation ein.
Per Ende Mai 2023 wurde die App «Migros Online» eingestellt und der Bestellprozess komplett in die reguläre Migros-App integriert.
Im Juni 2024 verkündete der MGB, dass Migros, Denner, Migrolino und Migros Online Teile ihrer Beschaffung zentralisieren.

## Management und Verwaltungsrat
Per Ende September 2013 übergab Mitgründer Christian Wanner die Verantwortung als CEO an den langjährigen Verkaufs- und Marketingdirektor Dominique Locher (seit 2000). In der Rolle des Chief Organisation Officers COO unterstützt der vormalige Direktor Finanz und Personal, Sacha Herrmann den neuen CEO in der Geschäftsleitung. Christian Wanner bleibt Mitglied des Verwaltungsrates.
Urs Schumacher übernahm als CEO per 1. August 2017 die Leitung von LeShop.ch und löste damit Dominique Locher ab. COO Sacha Herrmann verliess den Online-Supermarkt Ende September 2017. Im Oktober 2017 verliess auch der Gründer Christian Wanner das Unternehmen. Er wurde als Verwaltungsrat durch Digitec-Mitgründer Florian Teuteberg ersetzt.
Katrin Tschannen übernahm am 1. März 2020 die Leitung von LeShop und «Migros Food Online». Chief Technology Officer (CTO) ist seit Februar 2024 Isabel Steiner.

## Kritik
Die Migros bot gewisse Produkte bei LeShop.ch teurer an als in den eigenen Filialen. 2009 stellte das Konsumentenmagazin K-Tipp bei einem Testkauf von 50 Produkten eine Preiserhöhung von 45 % fest. Mittlerweile sind alle Migros-Produkte bei LeShop.ch zu denselben Preisen erhältlich wie in einem Migros-Supermarkt. Ausgenommen sind Aktionen und Sonderangebote: Diese erfolgen unabhängig von den Migros-Supermärkten. Außerdem steht Migros in der Kritik wegen bedenklicher Arbeitsbedingungen und rigoroser Kündigungspraxis von Mitarbeitern.